# Slawische Muslime

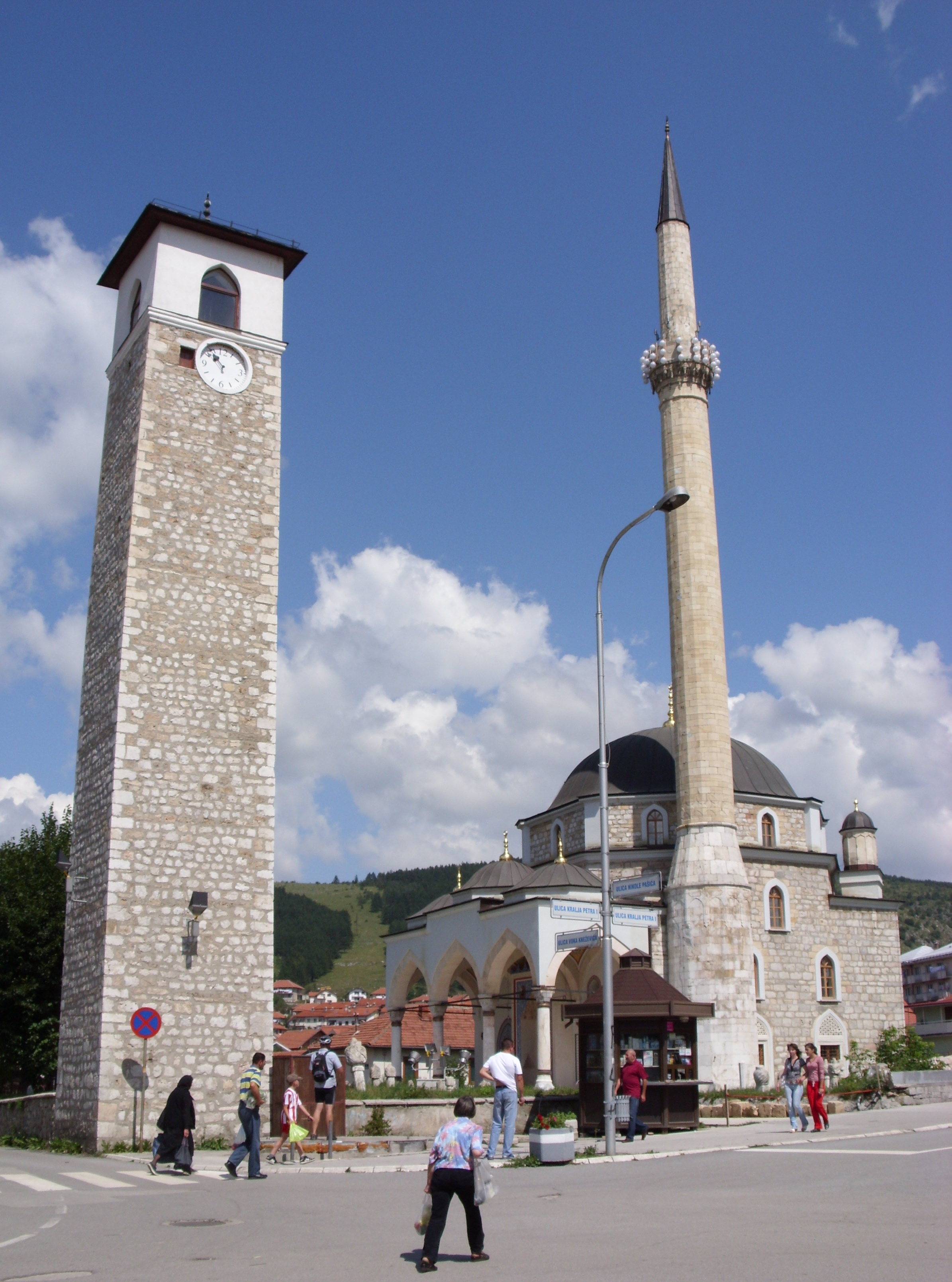
Hussein-Pascha-Moschee mit dem Uhrturm im Zentrum von Pljevlja (Montenegro)

Als slawische Muslime (bosnisch/kroatisch Slavenski muslimani; serbisch Словенски муслимани Slovenski muslimani; mazedonisch Словенски муслимани) werden Bevölkerungsgruppen oder Sub-Bevölkerungsgruppen von Slawen bezeichnet, die in mehreren Ländern Südosteuropas (Balkanhalbinsel) leben und einer muslimisch geprägten kulturellen Gruppe angehören. Die Verbreitung des Islams in diesem Gebiet geht auf die Zeit des Osmanischen Reiches zurück, siehe auch Geschichte von Bosnien und Herzegowina.

## Muslimische Slawen im Osmanischen Reich
Slawischsprachige Muslime gab es zur Zeit des Osmanischen Reiches in fast allen Gebieten, in denen slawischsprachige Bevölkerungsgruppen dauerhaft unter osmanische Herrschaft gerieten. Die Gründe für den Übertritt zum Islam waren verschiedene: Die Annahme der Religion der herrschenden Schicht eröffnete die Möglichkeit zu gesellschaftlichem Aufstieg und einer Karriere im Staatsdienst; sie ermöglichte es, die Zahlung der nur von Nichtmuslimen erhobenen Steuerarten zu vermeiden; besonders in Zeiten militärischer Konflikte kam es in einzelnen Regionen auch zu systematischen Verfolgungen bestimmter christlicher Gruppen, die der Sympathie mit dem jeweiligen Kriegsgegner verdächtigt wurden; in manchen Gebieten kam es zeitweise zu einem akuten Mangel an Priestern, Kirchen und kirchlichen Strukturen, sodass die Kirchenbindung, so sie denn überhaupt vorhanden gewesen war, geschwächt und die Bereitschaft zur Annahme eines neuen Glaubens gestärkt wurde; schließlich war der Islam Bestandteil der orientalischen Kultur und Zivilisation des Osmanischen Reiches, deren Verbreitung unter den Bedingungen des damaligen Südosteuropa in mancher Hinsicht als zivilisatorischer Fortschritt erscheinen konnte, was der neuen Religion zusätzliches Prestige verlieh.
In den meisten Gebieten, die zwischen dem 16. und der ersten Hälfte des 19. Jahrhunderts wieder unter die Herrschaft christlicher Mächte (Österreichs, Venedigs und der ersten neu entstandenen unabhängigen Balkanstaaten) kamen, wurden muslimische Bevölkerungsgruppen damals nicht toleriert, sondern nach der Rückeroberung gezwungen, entweder eine christliche Konfession anzunehmen oder in das verbliebene Territorium des Osmanischen Reiches zu emigrieren. Infolgedessen konzentrierte sich die slawischsprachige muslimische Bevölkerung in denjenigen ganz oder teilweise slawischsprachigen Gebieten, die am längsten unter osmanischer Herrschaft blieben: Bosnien und Herzegowina, Sandschak, Kosovo, Nordmazedonien, südliches Bulgarien und nördliches Griechenland. In diesen Gebieten kam es nach dem Ende der osmanischen Herrschaft infolge des Berliner Kongresses im Jahre 1878 und der Annexion Bosniens durch Österreich-Ungarn im Jahre 1908 nicht zu systematischen religiös motivierten Verfolgungen der Muslime, auch wenn einzelne muslimische Gruppen unter den folgenden Nationalitätenkonflikten zu leiden hatten. Der teilweise radikale Wechsel der Macht- und Besitzverhältnisse veranlasste jedoch auch in diesen Gebieten Teile nicht nur der türkischsprachigen, sondern auch der slawischsprachigen Muslime, in das Osmanische Reich bzw. in die Türkei zu emigrieren, wo sie bis heute eine zahlenmäßig schwer bezifferbare slawischsprachige Bevölkerungsgruppe bilden.
Die Frage, welcher „Nationalität“ die slawischsprachigen Muslime Südosteuropas eigentlich angehören, ist teilweise bis heute umstritten. In der Gesellschaftsordnung des Osmanischen Reiches hatten die slawischsprachigen Muslime denselben gesellschaftlichen Status wie türkischsprachige Muslime, die ursprünglich das Reich begründet hatten. Daher wurden sie oft einfach als Türken bezeichnet und betrachteten sich oft auch selbst als solche. Solange sich die Unabhängigkeitsbewegungen der überwiegend christlichen südslawischen Völker ideologisch primär auf den konfessionellen Gegensatz zum Osmanischen Reich stützten, wurde diese Bezeichnung auch von diesen als Fremdstereotyp übernommen. Mit dem Aufkommen neuer, primär mit Sprache, Territorium oder Abstammung argumentierender Nationalismen änderte sich dies: Jetzt wurden die slawischsprachigen Muslime von den neu entstehenden Nationalbewegungen als Angehörige des jeweils eigenen Volkes in Anspruch genommen, deren Konfessionszugehörigkeit zweitrangig sei. Dabei kam es teilweise zu konkurrierenden „Ansprüchen“ rivalisierender Nationalbewegungen auf ein und dieselbe Bevölkerungsgruppe. Die Mehrzahl der slawischen Muslime selbst blieb in diesen Auseinandersetzungen passiv, lediglich Teile der Eliten identifizierten sich mit den neuen Nationalbewegungen.

## Ethnische Muslime im Kontext der Nationalitätenpolitik Jugoslawiens
Gegenstand einer besonders langandauernden solchen nationalpolitischen Auseinandersetzung waren die Muslime Bosnien-Herzegowinas, die von serbischer Seite als Serben, von kroatischer Seite hingegen als Kroaten betrachtet wurden, wobei aufgrund der demografischen Struktur des Landes die nationale Zuordnung der muslimischen Bevölkerung dafür ausschlaggebend gewesen wäre, welches dieser zwei Völker die Mehrheit der Bevölkerung dieses Landes gestellt hätte. Um diesen Konflikt beizulegen und gleichzeitig dem unter den Muslimen Bosnien-Herzegowinas zunehmenden Bewusstsein einer kulturellen Eigenständigkeit entgegenzukommen, erkannte die kommunistische Regierung Jugoslawiens nach dem Zweiten Weltkrieg die Muslime Bosnien-Herzegowinas unter der Bezeichnung Muslime (Muslimani) als eigenständige Nation (nacija) an. Später wurde dieser Begriff auch in den anderen Teilrepubliken des damaligen Jugoslawien eingeführt. Dabei wurde das Wort Muslime, wenn es die Nationalität bezeichnete, mit großem Anfangsbuchstaben geschrieben (Muslimani), wenn es die Religion bezeichnete, die auch Menschen anderer Muttersprachen wie etwa Albaner oder Türken umfasste, hingegen mit kleinem Anfangsbuchstaben (muslimani).
Im unabhängigen Bosnien und Herzegowina wurde der Begriff Muslime (im nationalen Sinne) in der ersten Hälfte der 1990er Jahre weitgehend durch den Begriff Bosniaken ersetzt, der zum Ausdruck bringen soll, dass die nationale Identität der Muslime Bosnien und Herzegowinas nicht primär auf ihrer Religion, sondern vor allem auf ihrer Identifikation mit dem Land Bosnien und Herzegowina beruhe. In Serbien und Montenegro sind hingegen heute die Kategorien Muslime (im nationalen Sinne) und Bosniaken in Volkszählungen parallel im Gebrauch, wobei der größere Teil der betroffenen Bevölkerungsgruppe mittlerweile die Bezeichnung Bosniaken bevorzugt.

## Wichtigste Gruppen slawischer Muslime im heutigen Südosteuropa
- Die Bosniaken in Bosnien und Herzegowina sind mit einem Bevölkerungsanteil von knapp über 50 % Prozent[1] das größte der drei „konstitutiven Völker“ dieses Staates. Sie pflegen die Bosnische Sprache, die heute in Bosnien und Herzegowina offiziell den Status einer eigenständigen Sprache hat und zusammen mit dem Serbischen und dem Kroatischen Amtssprache ist.
- Die Muslime im Sandžak (von Novi Pazar) leben im Grenzgebiet zwischen Serbien und Montenegro. Sie betrachten sich größtenteils als Bosniaken, teilweise auch als Muslime (im nationalen Sinne), teilweise als Serben oder Montenegriner islamischer Religionszugehörigkeit.
- Die Bosniaken im Kosovo sind die zweitgrößte ethnische Minderheit und verwenden die bosnische Schriftsprache.
- Die Goranen im Süden des Kosovo werden teilweise ebenso als Muslime im nationalen Sinne und teilweise als Serben muslimischer Konfession (muslimische Serben), inzwischen jedoch teilweise auch als eigenständige Volksgruppe (nichtalbanische Muslime) betrachtet.
- Die Torbeschen in Nordmazedonien werden in Volkszählungen heute teilweise als Bosniaken und teilweise als Mazedonier muslimischen Glaubens klassifiziert. Sie verwenden die mazedonische, nicht die bosnische Schriftsprache.
- Die Pomaken leben im Grenzgebiet zwischen Griechenland und Bulgarien. In Griechenland werden sie aufgrund ihrer Konfession zusammen mit der türkischsprachigen Bevölkerung desselben Gebiets als Teil der offiziell anerkannten, religiös-konfessionell definierten türkisch-muslimischen Minderheit betrachtet, in Bulgarien gelten sie als muslimische Bulgaren.
- Die Čitaci (Tschitatsi), zum Islam übergetretene albanisierte bzw. türkisierte Serben und Mazedonier, leben in Südserbien sowie Nordmazedonien und im Kosovo[2]

## Weitere Verwendung
Im historischen Sinn werden z. B. auch Saqaliba und polnische Konvertiten in Andalusien und Ägypten gelegentlich als slawische Muslime bezeichnet.

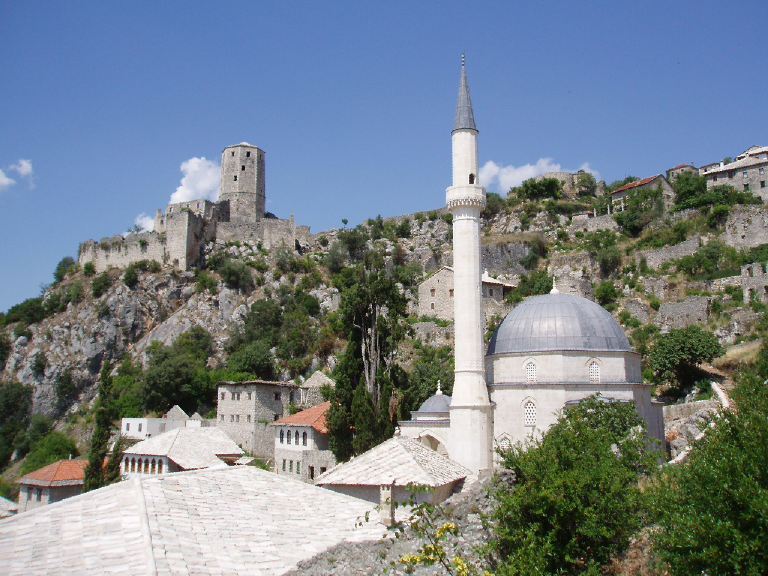
Die Moschee des Šišman-Ibrahim-Paša in Počitelj (Bosnien und Herzegowina)
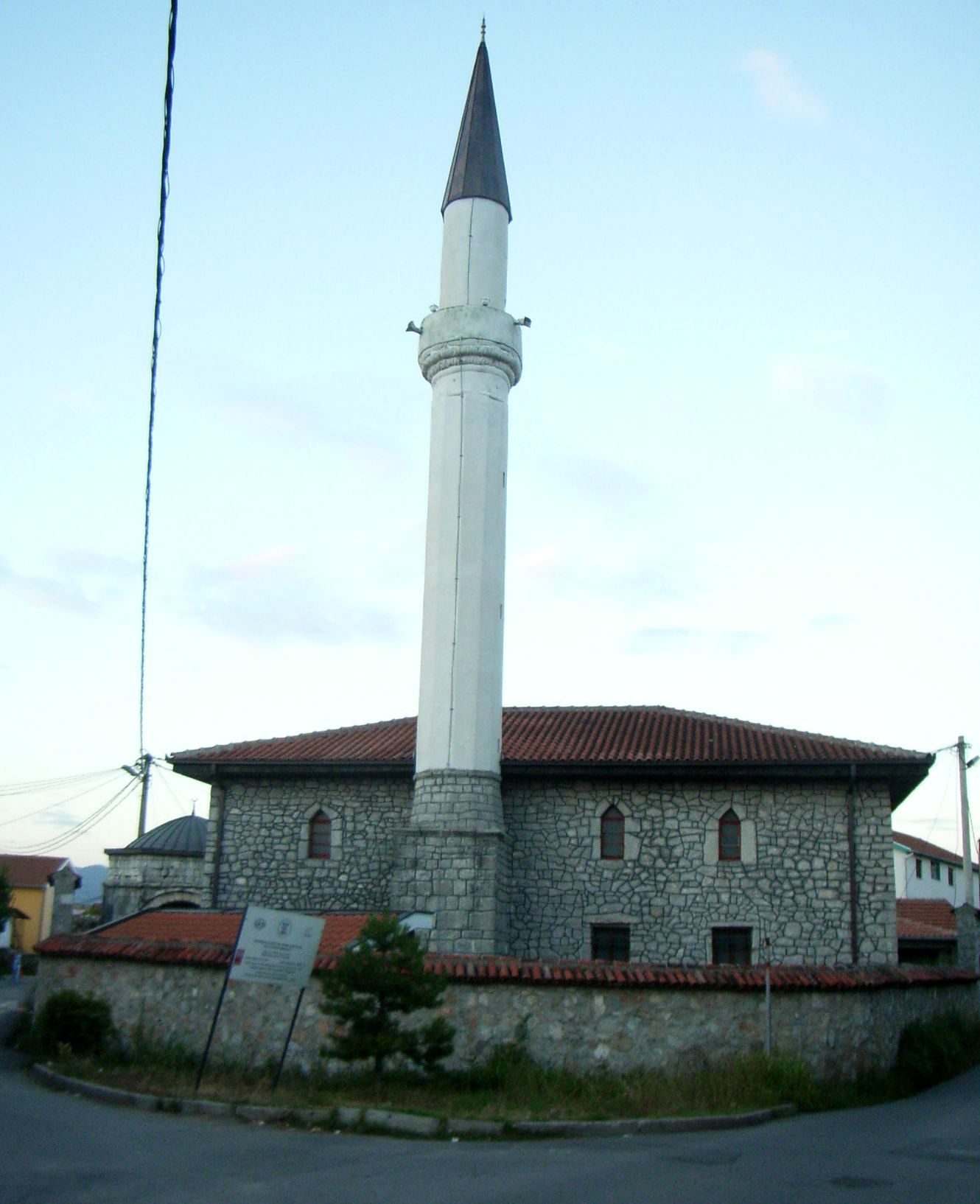
Moschee in Podgorica (Montenegro)
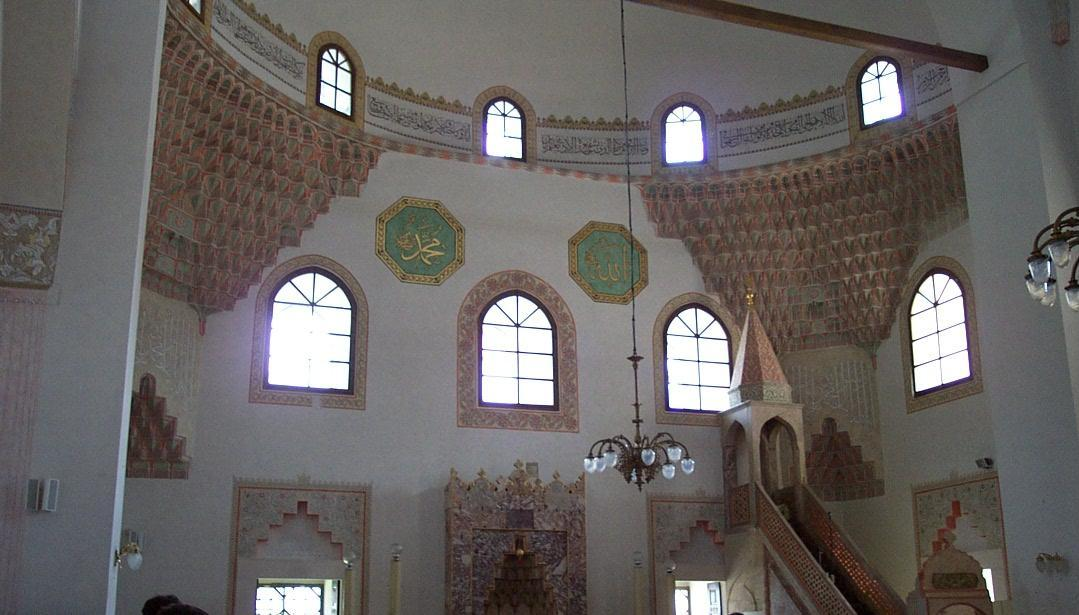
Innenraum der Gazi-Husrev-Beg-Moschee in Sarajevo (Bosnien und Herzegowina)